# Tituly a vyznamenání Silvie Švédské

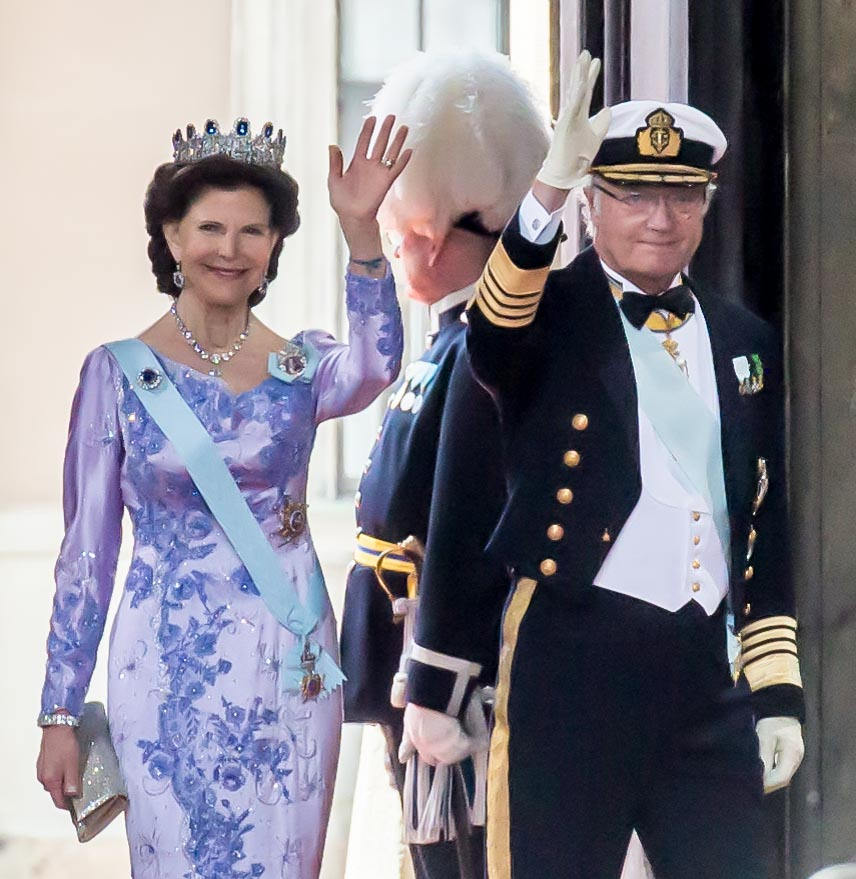
Silvia s manželem v roce 2015 (oba s šerpou Řádu Serafínů)

Silvia, manželka švédského krále Karla XVI. Gustava, obdržela řadu švédských i zahraničních vyznamenání a ocenění.

## Vyznamenání

Královský monogram Silvie Švédské

Erb Silvie Švédské s Řádem Serafínů

### Švédská vyznamenání

Erb Silvie Švédské jakožto dámy velkokříže Řádu Karla III.

- Řád Serafínů – 6. května 1976
- Královský dynastický odznak krále Karla XVI. Gustava I. třídy – 6. června 1976
- Medaile k 50. narozeninám krále Karla XVI. Gustava – 30. dubna 1996
- Svatební medaile korunní princezny Viktorie a Daniela Westlinga – 19. června 2010
- Medaile rubínového výročí krále Karla XVI. Gustava – 15. září 2013
- Medaile k 70. narozeninám krále Karla XVI. Gustava – 30. dubna 2016

### Zahraničí vyznamenání
- Argentina
  -  velkokříž Řádu osvoboditele generála San Martína – 26. května 1998
- Belgie
  -  velkokříž Řádu Leopoldova – 15. března 1977
- Brazílie
  -  velkokříž Řádu Jižního kříže – 11. září 2007
- Brunej
  -  Královský rodinný řád Bruneje I. třídy – 7. února 2004
- Bulharsko
  -  velkokříž Řádu Stará planina – 9. listopadu 2000
- Dánsko
  -  rytíř Řádu slona – 3. září 1985[1]
  -  Medaile stříbrného výročí královny Markéty II. a prince Henrika – 10. června 1992
- Estonsko
  -  Řád kříže země Panny Marie I. třídy – 8. září 1995[2]
  -  Řád bílé hvězdy I. třídy – 12. ledna 2011[3]
- Finsko
  -  velkokříž s řetězem Řádu bílé růže – 27. dubna 1982
- Francie
  -  velkokříž Řádu čestné legie – 16. května 1984
  -  velkokříž Národního řádu za zásluhy – 16. června 1980
- Chile
  -  velkokříž Řádu Bernarda O'Higginse – 10. května 2016
- Chorvatsko
  -  Velký řád královny Jeleny – 8. dubna 2013 – udělil prezident Ivo Josipović za výjimečné zásluhy při podpoře přátelství a za rozvoj vzájemné spolupráce mezi Chorvatskem a Švédskem[4]
- Island
  -  velkokříž Řádu islandského sokola – 26. října 1981[5]
- Itálie
  -  velkokříž Řádu zásluh o Italskou republiku – 8. dubna 1991[6]
- Japonsko
  -  Řád drahocenné koruny I. třídy – 14. dubna 1980
- Jižní Korea
  -  Řád za zásluhy v diplomatických službách I. vyšší třídy
- Jordánsko
  -  velkostuha Nejvyššího řádu renesance – 18. září 1989
- Litva
  -  velkokříž Řádu Vitolda Velikého – 21. listopadu 1995[7]
  -  velkokříž Řádu za zásluhy – 5. října 2015[7]
- Lotyšsko
  -  velkokříž Řádu tří hvězd – 25. září 1995[8]
  -  Kříž uznání – 26. března 2014 – udělil prezident Andris Bērziņš[9]
- Lucembursko
  -  Nasavský domácí řád zlatého lva – 21. září 1983[10]
- Malajsie
  -  Řád říšské koruny – 14. září 2005
- Mexiko
  -  velkokříž Řádu aztéckého orla – 22. května 1980
- Německo
  -  velkokříž speciální třídy Záslužného řádu Spolkové republiky Německo – 20. března 1979
  -  Bádensko-Württembersko
    -  Řád za zásluhy Bádenska-Württemberska – 28. dubna 2007

  -  Bavorsko
    -  Bavorský řád za zásluhy – 24. července 2017[11]
- Nizozemsko
  -  rytíř velkokříže Řádu nizozemského lva – 25. října 1976
- Norsko
  -  velkokříž Řádu svatého Olafa – 1982
  -  Jubilejní medaile krále Haralda V. 1991–2016 – 17. ledna 2016[12]
- Polsko
  -  Řád bílé orlice – 29. dubna 2011 – udělil prezident Bronisław Komorowski za vynikající zásluhy při rozvoji vzájemné polsko-švédské spolupráce[13]
- Portugalsko
  -  velkokříž Řádu Kristova – 13. ledna 1987[14]
  -  velkokříž Řádu prince Jindřicha – 2. května 2008[14]
- Rakousko
  -  velkohvězda Čestného odznaku Za zásluhy o Rakouskou republiku – 6. listopadu 1979[15]
- Rumunsko
  -  velkokříž Řádu rumunské hvězdy – 11. března 2008[16]
- Řecko
  -  velkokříž Řádu cti – 21. května 2008
- Slovinsko
  -  Řád za mimořádné zásluhy – 10. června 2004 – za zásluhy o upevňování slovinsko-švédského přátelství a za veškeré činy v humanitární oblasti[17]
- Španělsko
  -  dáma velkokříže Řádu Karla III. – 17. listopadu 2021– udělil král Filip VI.[18]
  -  dáma velkokříže Řádu Isabely Katolické – 15. října 1979 – udělil král Juan Carlos I.[19]
- Thajsko
  -  dáma velkostuhy Řádu Chula Chom Klao – 25. února 2003[20]
- Tunisko
  -  velkokříž Národního řádu za zásluhy – 4. listopadu 2015
- Ukrajina
  -  Řád knížete Jaroslava Moudrého I. třídy – 22. března 1999 – udělil prezident Leonid Kučma za významný osobní přínos k posílení přátelství mezi národy[21]
- Vatikán
  -  Bene merenti

## Čestné doktoráty
- Univerzita v Turku, 1990, Finsko[22]
- Institut Karolinska, 1993, Švédsko[23]
- Linköpingská univerzita,1994, Švédsko[24]
- Univerzita v Göteborgu, 1999, Švédsko[25]
- Univerzita ve Stirlingu, 2023, Skotsko[26]